# Uomo di Bocksten

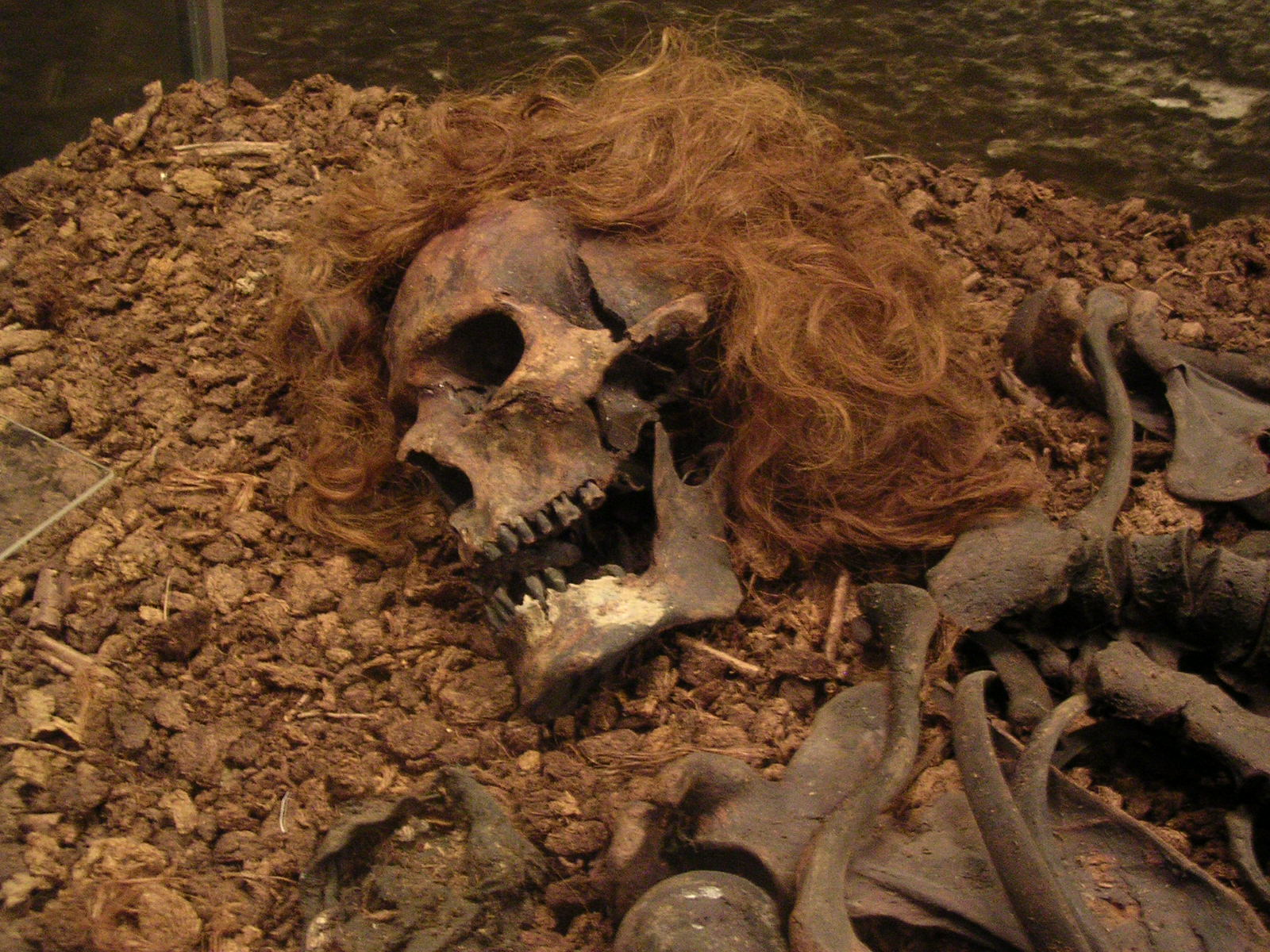
L'Uomo di Bocksten

L'Uomo di Bocksten (svedese: Bockstsensmannen) è il corpo di un uomo vissuto nel medioevo rinvenuto in una palude nella municipalità di Varberg in Svezia. Il reperto, uno dei meglio conservati di quel periodo storico in Europa, è esposto nel museo della contea di Halland. L'uomo fu ucciso e successivamente gettato in un lago, che divenne in seguito palude. Il sito di rinvenimento si trova a circa 24 km a est di Varberg, sulla costa occidentale della Svezia, nei pressi della strada medievale più importante della zona detta "Via Regia".

## Scoperta

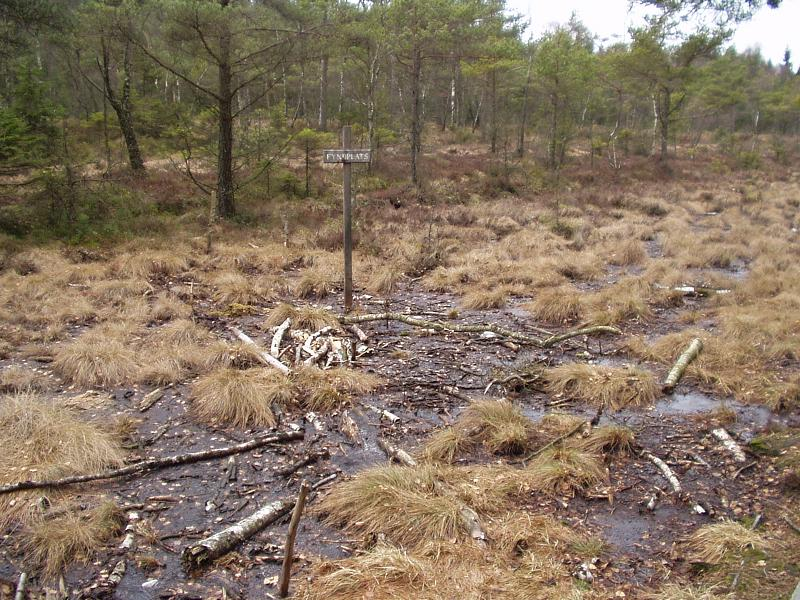
Sito del rinvenimento, Bockstens Mosse, Halland.

Da quando, nel 1880, fu costruita nei pressi del luogo del ritrovamento una fattoria chiamata Bocksten, la palude viene regolarmente svuotata per facilitare l'estrazione della torba. Nell'estate del 1934 venne rinvenuta una singola suola di scarpa, considerata però non importante dal curatore del museo locale, Albert Sandklef.
Il 22 giugno del 1936, durante l'estrazione della torba, il corpo fu scoperto da un ragazzo di 11 anni, tale Thure G. Johansson. Accortosi del valore della scoperta, chiamò suo padre che lavorava in un fienile poco distante. Il giorno dopo fu contattata la polizia locale e un medico; esaminato il corpo si resero ben presto conto che era troppo antico per essere di alcun interesse giuridico, e riferirono pertanto l'accaduto al curatore del museo locale, ancora una volta Albert Sandklef, che prese in custodia i resti e contattò diversi studiosi, tra i quali il noto geologo Lennart von Post.
Il gruppo visitò il luogo del ritrovamento il 24 giugno e, prima di iniziare lo scavo, furono eseguite fotografie e rilievi. Purtroppo la parte superiore dell'uomo era stata danneggiata durante l'estrazione della torba, mentre la parte inferiore si presentava perfettamente conservata.
Venne contattato il Museo Nazionale Svedese delle Antichità al fine di contribuire alla conservazione e allo studio del reperto: il 9 luglio vennero mandati sul posto Gillis Olson, curatore, e Agnes Geijer, perito tessile, perché partecipassero alle operazioni di scavo.
L'uomo di Bocksten fa parte della mostra del museo dal 1937.

## Descrizione
L'uomo era alto circa 170–180 cm e di struttura snella. Scheletro, pelle, capelli, stomaco, polmoni, fegato, cervello e cartilagini sono tutti molto ben conservati. C'è una piccola ferita che copre un'area di circa 8×5 centimetri sul lato destro del cranio. Al momento della morte, l'uomo indossava una tunica di lana, che risulta essere la meglio conservata in tutta Europa. Indossava anche un cappuccio lungo 90 cm e, sulla parte superiore del corpo, una camicia e un mantello, mentre le gambe erano coperte da calze.
A parte gli abiti indossava una borsa in tessuto, scarpe di cuoio, una cintura, un fodero in pelle e due coltelli.
Il fodero in cuoio era largo 40 millimetri e lungo 62 millimetri, composto da tre strati, e decorato sul lato esterno con una croce di Sant'Andrea e una Croce di San Giorgio, che si combinavano dando luogo a un simbolo simile all'Union Jack. Il lato interno riprendeva una decorazione simile, ma con l'aggiunta di un palo o pertica alla decorazione.
L'uomo fu ucciso in riva al lago, trafitto da due pioli: uno di quercia che colpì il cuore e l'altro di faggio che perforò la schiena.

## Interpretazioni
Diverse persone si sono occupate del ritrovamento, tra i quali Albert Sandklef, Margareta Nockert e Owe Wennerholm.

### Datazione
Il ritrovamento è generalmente datato al XIV secolo. La datazione si basa sul vestiario, in particolare sul tipo di cappa indossata. Albert Sandklef indica come data della morte gli anni 1360-69, mentre Margareta Nockert suggerisce gli anni 1330-39. Owe Wennerholm sostiene che il cappuccio indossato come tipico di un arco di tempo molto più grande e indica la data dell'uccisione dell'individuo tra il 1250 e il 1520. Egli ha perfino avanzato l'ipotesi che l'uomo potrebbe essere Gudmundi Simon, un sacerdote del XV secolo, morto nel 1491.
Un piccolo pezzo della tunica alla fine degli anni 1980 venne datato con il radiocarbonio. Il risultato fornì, con probabilità del 68%, una datazione agli anni tra il 1290 e il 1410 e una probabilità del 95% per l'arco di tempo 1290-1430.

### Età
Sulla base dei denti, l'odontoiatra forense Gunnar Johansson ha concluso per un'età tra i 25 e i 35 anni. L'osteologo Nils-Gustaf Gevall, basandosi sullo scheletro, ha stimato un'età compresa tra i 35 e i 40 anni, con qualche possibilità di un'età più avanzata, fino ai 60 anni.

### Gruppo sociale
A seconda della interpretazione dei vestiti, e in particolare della cappa, possono trarsi conclusioni differenti sul gruppo sociale a cui apparteneva l'uomo. Il cappuccio che indossava era di solito utilizzato dalle classi più ricche ed è stato quindi suggerito che potesse trattarsi di un esattore delle tasse o di un reclutatore di soldati. Tuttavia, il tipo di cappa fu utilizzata anche all'interno della Chiesa e sulla base di questo, e su un simbolo che rappresenta un piccolo scudo, è stato suggerito da Owe Wennerholm che l'uomo appartenesse al'Ordo Sancti Spiritus.

### Leggende locali
Alcuni giorni dopo che il ritrovamento fu reso pubblico, un agricoltore locale (Karl Andersson) raccontò ad Albert Sandklef di una leggenda che aveva udito da bambino. Due anziani di Åkulla avevano detto al padre di Andersson di uomo che reclutava soldati nella zona, per questo ucciso dai contadini e sepolto in una palude. Poiché lo spirito dell'uomo infestò la zona, il cadavere fu infilzato con due paletti e il fantasma scomparve. Il contadino disse che i due anziani avevano menzionato la palude Store Mosse, presso il villaggio di Nackhälle, a circa 16 km dal luogo del ritrovamento, ma ammise anche che la sua memoria poteva sbagliare, anche perché era cresciuto nelle vicinanze di quella palude.
Il contadino e Albert Sandklef andarono a Nackhälle e interrogarono alcuni anziani della zona, ma nessuno tuttavia aveva memoria di tale leggenda.

### Causa della morte
Sulla causa della morte dell'uomo sono sorte molte discussioni. Nel gennaio 2006 un professore e un medico dell'ospedale dell'università di Sahlgrenska hanno eseguito un'"operazione" su un modello in plastica del corpo, ottenuto tramite tomografia computerizzata. Hanno così concluso che l'uomo fu prima colpito alla mandibola, poi all'orecchio destro e, infine, ricevette un colpo letale nella parte posteriore della testa.

### Identità
Circa l'identità dell'uomo è stata avanzata l'ipotesi che si trattasse di Simon Gudmundi, decano della diocesi di Linköping, morto il 12 maggio 1491. Nel suo libro del 1998, Vem var Bockstensmannen? (Chi era l'uomo di Bocksten?), Owe Wennerholm ipotizza infatti che le iniziali di Gudmundi si trovavano sul piccolo scudo del cadavere. È probabile che Gudmundi abbia visitato la zona, visto che lavorò assieme a un gruppo di persone che cercavano di far canonizzare Caterina di Svezia e che uno dei suoi presunti miracoli avvenne in un villaggio vicino. L'autore sospetta che Gudmundi fu ucciso per ordine di Hemming Gadh Gadh allo scopo di poter assumere in sua vece l'incarico di decano della diocesi di Linköping.

### Luogo
La palude in cui è stato trovato l'uomo si trova vicino al confine tra le centene di Himle e Faurås. Si trova anche nelle vicinanze del confine tra le parrocchie di Rolfstorp, Sibbarp, Köinge e Svartrå. Dato che ogni centena possedeva una propria giurisdizione, e che il delitto avvenne in un luogo tale da creare delle confusioni su chi avesse il diritto di processare il reo, si è quindi ipotizzato che l'assassino, o gli assassini, avesse buone conoscenze a livello locale.